# ديفيد ويسليس
ديفيد ويسليس (بالإنجليزية: David Wessels)‏ هو مدرب اتحاد الرغبي ‏ جنوب أفريقي، ولد في 1982 في كيب تاون في جنوب أفريقيا.